# 27-es villamos (Budapest)
A budapesti 27-es jelzésű villamos a Keleti pályaudvar és a Nagyvárad tér között közlekedett. A járatot a Fővárosi Villamosvasút üzemeltette.

## Története
Az Állatkert – Hermina út – Thököly út – Rákóczi út – Múzeum körút – Lónyai utca – Soroksári út – Közvágóhíd útvonalon indult, majd 1910-ben a számjelzések bevezetésével a 27-est kapta.
1921. május 22-én új 27-es jelent meg, mely az Állatkerttől indult és útvonala a régivel a Kálvin térig azonos volt, majd a Ferenc József hídon át az Átlós útig, majd 1922-től a Kelenföldi pályaudvarig járt. 1924-től ismét az Átlós útig járt, majd 1927-ben a Városliget lett a pesti végállomása. 1929-től a Horthy Miklós körtértől az új Villányi úti vágányokon BAH-csomópont környékéig, majd 1930-tól a Déli pályaudvarig hosszabbodott. 1932-ben ismét az Átlós út – Városliget útvonalon járt.
1938 októberében a Baross téri óvóhely építése miatt útvonalát kettévágták: a 27-es Budáról a Baross térig járt, innen pedig egy ingajárat közlekedett 27A jelzéssel a Városligetig 1939. február 27-ig. 1941. június 16-ától a 27-es jelzése 18-as lett és a Városliget – Erzsébet híd – Attila út – Krisztina körút útvonalon a Déli pályaudvarig járt.
1942. december 14-étől a Bosnyák tér – Baross tér útvonalon közlekedő 17A-t váltotta ki. A vonalon 1943. október 20-ától sínautóbuszok közlekedtek, majd 1945. május 19-én a 44-es és 75-ös villamossal együtt megszüntették.
1957. május 9-én a Keleti pályaudvar – Nagyvárad tér útvonalon közlekedő 24A villamos jelzését 27-esre változtatták. 1959. január 1-jén a 25-ös Nagyvárad térig való meghosszabbodásával megszűnt.

## Megállóhelyei
| 0 | Keleti pályaudvar (indulási oldal) végállomás       | 6 | Csömöri HÉV, Gödöllői HÉV, Rákosszentmihályi HÉV 23, 24, 25, 29, 36, 44, 45, 67, 68 73, 76, 78, 79 7, 19, 20, 30, 33, 44, 46, 67 Budapest-Keleti |
| 1 | Baross tér                                          | ∫ | Csömöri HÉV, Gödöllői HÉV, Rákosszentmihályi HÉV 23, 24, 25, 29, 36, 44, 45, 67, 68 73, 76, 78, 79 7, 19, 20, 30, 33, 44, 46, 67 Budapest-Keleti |
| 2 | Szántó Kovács János utca                            | 5 | 23, 24, 29, 36 33 |
| 3 | Koltói Anna utca (↓) Salgótarjáni út (↑)            | 4 | 23, 24, 28, 29, 30, 36, 37, 38 33 |
| 4 | Orczy tér                                           | 3 | 23, 24, 28, 28A, 30, 36 74, 77 9, 33 Budapest-Józsefváros                                                                                        |
| 5 | Sárkány utca (↓) Vajda Péter utca (↑)               | 2 | 23, 24, 30 33 |
| 6 | Diószeghy Sámuel utca (↓) Benyovszky Móric utca (↑) | 1 | 24 33 |
| 7 | Nagyvárad tér végállomás                            | 0 | 24, 43, 50, 50A, 51, 51A, 52, 52A, 53, 54, 63 6, 33, 35, E, F                                                                                    |